# Municipio de Kerch
El municipio de Kerch (en ucraniano: Керченська міська рада, en ruso: Керченский городской совет, en tártaro de Crimea: Kerç şeer şurası) es un municipio de Ucrania perteneciente a la República Autónoma de Crimea. Es una de las 25 regiones de la República Autónoma de Crimea. Se encuentra ubicada en el extremo este de Crimea, en el península de Kerch, haciendo frontera al este con Rusia. Su centro administrativo es la ciudad de Kerch.

## Municipio y localidades
El municipio de Kerch es de las regiones administrativas más pequeñas de la República Autónoma de Crimea. Aun así el municipio cuenta con 1 ciudad, entre las que están:
- Kerch